# آغستافا (رود)
آغستافا (به ارمنی: Աղստև)؛ (به ترکی آذربایجانی: Ağstafaçay) رودی است در کشور ارمنستان در استان لوری از رشته‌کوه پامباک سرچشمه می‌گیرد و در جمهوری آذربایجان به رود کورا می‌ریزد. طول آن ۱۳۳ کیلومتر (۸۳ مایل) و مساحت حوضه آبخیز (دبی) آن ۲٬۵۸۹ کیلومتر مربع می‌باشد.